# Rodrigo Alemán

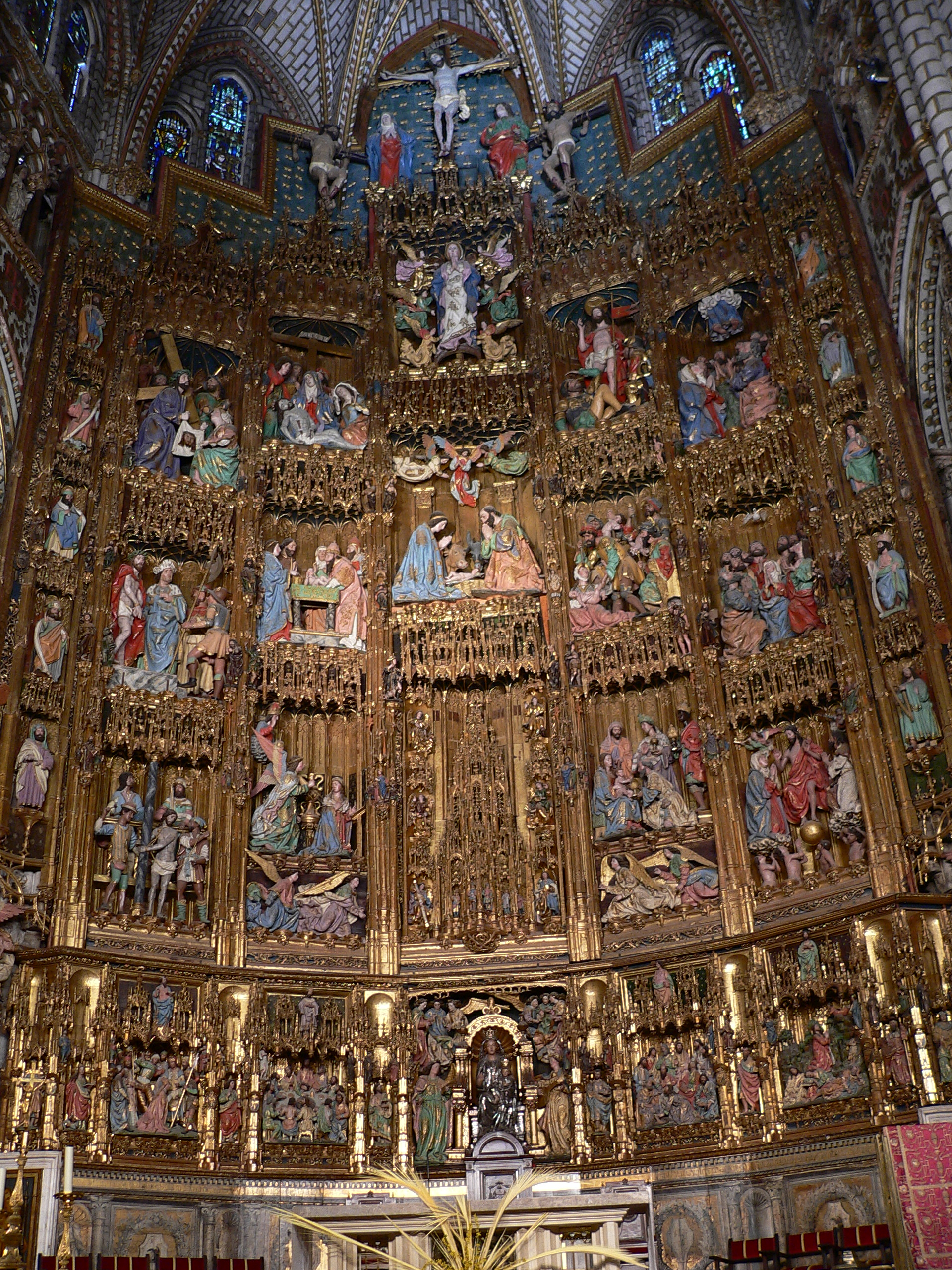
Altar Mayor de la Catedral de Toledo, al que va participar

Rodrigo Duque, anomenat Rodrigo Alemán (Sigüenza, 1470 - Plasència, 1542), va ser un escultor i tallista. És considerat com un dels millors artistes al seu gènere de tots els temps, estant la seva obra admirada per especialistes de tot el món.

## Biografia
La seva biografia és molt confusa, sembla que va néixer el 1470, a Sigüenza (Guadalajara), a la catedral de Sigüenza es va trobar una partida de naixement a nom de Rodrigo Duque. El sobrenom de «Alemán», amb el qual seria conegut, ve del presumpte origen centreeuropeu de la seva família.
Va ser l'autor, entre altres obres, del cadirat del cor de la catedral de Toledo, de la Ciudad Rodrigo i Plasència, on poden apreciar-se nombroses representacions eròtiques de notable realisme. Una de les peculiaritats de la seva obra, inspirada a l'estil germànic-gòtic del nord d'Europa, és l'al·lusió a tota mena de temes «indecents» per a la seva època (va esculpir a dimonis jugant, dones insinuant-se a sacerdots, escenes sobre homosexualitat o zoofília), el que li va ocasionar no ser vist de bon ull per la Inquisició.
També es pot esmentar la llegenda de Rodrigo Alemán. Segons aquesta llegenda, Rodrigo va ser empresonat en una de les torres de la catedral de Plasència i va aconseguir escapar gràcies al seu enginy. Es va construir unes ales amb les plomes dels ocells que menjava i es va llançar executant una volada perfecta. Alguns diuen que es va matar i d'altres creuen que va sobreviure.

## Obres
- Cor de la catedral de Toledo
- Retaule de la Catedral de Toledo d'estil gòtic
- Cadirat del cor de la Ciudad Rodrigo
- Cadirat del cor de la Plasència